# Stary cmentarz żydowski w Tarnobrzegu
Stary cmentarz żydowski w Tarnobrzegu znajdował się tuż przy synagodze. Powstał w XVIII wieku. Został on doszczętnie zniszczony przez Niemców podczas II wojny światowej i obecnie w tym miejscu znajduje się plac targowy.